# Johnny Ezersky
John Joseph Ezersky, detto Johnny (Manhattan, 21 marzo 1922 – Walnut Creek, 20 febbraio 2012), è stato un cestista statunitense, professionista nella ABL, nella NBL, nella BAA e nella NBA.

## Carriera
Venne selezionato dai Boston Celtics nel Draft BAA 1947.